# Новомиколаївка (Первомайська селищна громада)
Новомикола́ївка — село в Україні, у Первомайській селищній громаді Миколаївського району Миколаївської області. Населення становить 1161 особу.

## Населення
Згідно з переписом УРСР 1989 року чисельність наявного населення села становила 993 особи, з яких 461 чоловік та 532 жінки.
За переписом населення України 2001 року в селі мешкало 1159 осіб.

### Мова
Розподіл населення за рідною мовою за даними перепису 2001 року:
| Мова       | Відсоток |
| ---------- | -------- |
| українська | 91,82 %  |
| російська  | 6,80 %   |
| молдовська | 0,52 %   |
| білоруська | 0,26 %   |
| вірменська | 0,09 %   |
| інші       | 0,51 %   |

## Постаті
- Горбенко Галина Петрівна (нар. 1960) — український біофізик, доктор фізико-математичних наук (2000), професор (2007).
- Кібець Леонід Федорович (нар. 1931) — український радянський партійний діяч, депутат Верховної Ради УРСР 9-11-го скликань, член Ревізійної Комісії КПУ у 1976 — 1986 р.
- Марквас Ігор Йосипович (1967—2015) — старший лейтенант Збройних сил України, учасник російсько-української війни, загинув у боях за Дебальцеве.
- Нечитайло Василь Володимирович (1966—2018) — сержант Збройних сил України, учасник російсько-української війни.
- Оніщук Владислав Іванович (1998—2022) — солдат Збройних Сил України, учасник російсько-української війни, що загинув біля села в ході російського вторгнення в Україну в 2022 році.
- Шапар Григорій Іванович (1922—1943) — радянський військовик часів Другої світової війни, молодший лейтенант, Герой Радянського Союзу.